# Economía normativa
La economía normativa es el conjunto de las normas que rigen la forma de comprar, vender y comercializar.
Es común distinguir entre economía normativa (lo que debe ser en materia económica) de economía positiva (lo que es). Sin embargo, muchos juicios normativos (de valor) se mantienen de condicional y son descartados si los hechos o el conocimiento cambia, de modo que un cambio de valores podría ser puramente científico. Esto socava esta distinción común. Sin embargo, Amartya K. Sen distingue entre juicios básicos (normativos), que no dependen de dicho conocimiento, de los juicios no básicos, que sí dependen de este. Se encuentra interesante resaltar que «no hay juicios manifiestamente básicos», mientras que algunos juicios de valor se puede demostrar que son no básicos. Esto deja abierta la posibilidad de un debate científico fructífero sobre los juicios de valor.
Un ejemplo de un enunciado económico normativo sería el siguiente:
     El precio de la leche debería ser de 6 dólares por galón para permitir un nivel de vida más alto a los productores de leche y salvar la granja humana.
Este es un enunciado normativo, ya que refleja juicios de valor que no se pueden demostrar que sean verdaderos o falsos, comparando con datos del mundo real. Este enunciado en concreto opina que los agricultores necesitan un nivel de vida más alto y que es necesario salvar las granjas familiares.
Algunos problemas técnicos anteriormente planteados en la economía del bienestar y teoría de la justicia se han abordado lo suficiente para dejar espacio a la reflexión de propuestas en campos prácticos como la asignación de recursos, las políticas públicas, indicadores sociales y medición de la desigualdad y pobreza.